# Bad Romance
"Bad Romance" é uma canção da artista musical estadunidense Lady Gaga, contida em seu terceiro extended play (EP) The Fame Monster (2009). Foi composta e produzida pela própria, juntamente com RedOne. A sua gravação ocorreu em julho de 2009 nos estúdios Record Plant Studios em Los Angeles, Califórnia, e FC Walvisch em Amsterdã, nos Países Baixos. A faixa foi lançada digitalmente em 23 de outubro de 2009 na loja iTunes Store pela Interscope Records, e foi enviada para estações de rádio estadunidenses mainstream em 10 do mês seguinte, servindo como o single principal do material. Além de terem sido feitos diversos remixes a partir de sua versão original, a música também recebeu lançamento físico nos formatos de CD single e vinil.
Inspirada pelo seu medo de relacionamentos insignificantes e pela paranoia, Gaga explicou que o tema retrata liricamente o fato de estar apaixonada por seu melhor amigo. É musicalmente derivada do gênero electropop, com elementos do new wave e do techno, apresentando uma ponte falada e um forte refrão. Além de conter letras em francês, também apresenta referências à moda, e foi considerada pela própria cantora como uma "gravação experimental", por incorporar a sonoridade dos anos 80 e 90. Mais tarde, ela considerou-a como sua favorita. Depois que a sua disco demo foi divulgada ilegalmente na Internet, a cantora apresentou o produto final pela primeira vez durante o espetáculo de Alexander McQueen na Paris Fashion Week, em outubro de 2009, com a sua capa oficial sendo revelada no mesmo mês.
"Bad Romance" recebeu análises positivas da mídia especializada, que prezou sua produção e seu refrão "cativante", tendo sido considerada por profissionais como a faixa de destaque de The Fame Monster e incluída na lista das melhores canções de 2009 pela Rolling Stone e Pitchfork Media. Adicionalmente, venceu a categoria de Melhor Performance Feminina Pop nos Grammy Awards de 2011 e foi reconhecida como a 482.ª entre as 500 melhores canções de todos os tempos pela revista Rolling Stone. Comercialmente, a composição obteve êxito internacional, chegando à liderança das tabelas musicais de mais de 20 países, como Alemanha, Canadá, Irlanda e Reino Unido, e atingindo à vice-liderança da parada musical estadunidense Billboard Hot 100. Posteriormente, foi certificada como diamante (11× platina) pela Recording Industry Association of America (RIAA), tendo comercializado cerca de 5 milhões e 600 mil cópias no país até abril de 2015. Ao final de 2010, havia comercializado mais de 9,7 milhões de downloads digitais, convertendo-se em um dos temas mais vendidos mundialmente.
O vídeo musical correspondente foi dirigido por Francis Lawrence e apresenta Gaga dentro de uma casa de banho branca e surreal. Lá, ela é sequestrada por um grupo de modelos que a droga e vende-a para ser sexualmente escravizada pela máfia russa. Ao fim da produção, ela mata o homem que a comprou, incendiando a cama onde ele estava sentado esperando-a. O vídeo foi recebido com análises positivas dos críticos musicais, que prezaram sua natureza simbólica, sua direção e suas imagens vívidas. Consequentemente, venceu sete estatuetas dos MTV Video Music Awards de 2010, incluindo a principal da noite, de Vídeo do Ano. Entretanto, recebeu comparações ao vídeo de "Thriller", do cantor Michael Jackson, devido ao fato de ambos retratarem passos de dança robóticos e temas mórbidos. Em divulgação à faixa, Gaga interpretou-a diversas vezes em programas televisivos e premiações, como Saturday Night Live e American Music Awards de 2009, respectivamente, e a incluiu no repertório de suas turnês mundiais The Monster Ball Tour (2009-11), The Born This Way Ball (2012-13) e ArtRave: The Artpop Ball (2014). Além disso, foi regravada por artistas como Hayley Williams e o elenco da série musical Glee.

## Antecedentes e lançamento
De acordo com Gaga, "Bad Romance" foi uma das primeiras obras que escreveu enquanto estava em turnê no ano de 2009. As faixas compostas durante esse tempo falavam sobre os vários "monstros" abstratos — metáfora para suas paranoias — que enfrentou durante a excursão. Um desses conceitos foi o "monstro do amor", inspiração inicial para o tema. Gaga explicou que geralmente sentia-se sozinha quando estava envolvida em um relacionamento, e concluiu que atraiu-se por homens com quem seus romances eram insignificantes. A canção explora sua preferência por tais relações solitárias e sua má escolha por homens. Ela escreveu a letra da música dentro do ônibus de sua digressão na Noruega, e em entrevista à revista Grazia, ela elaborou o seguinte sobre o processo de composição:
| “ | Eu estava na Rússia, fui para a Alemanha, e passei um bom tempo na Europa Oriental. Lá, temos uma incrível música alemã techno-house, então eu queria fazer uma gravação pop experimental. Eu queria deixar um pouco dos anos 80 [nessa canção], e o refrão é uma melodia dos anos 90, que foi o que resultou da inspiração. Certamente, houve algum uísque na composição da música. É sobre estar apaixonada por seu melhor amigo. | ” |

Antes de seu lançamento oficial, uma versão demo de "Bad Romance" foi publicada ilegalmente na Internet, levando Gaga a comentar o seguinte em seu Twitter: "A divulgação [ilegal] do meu próximo single está fazendo meus ouvidos sangrarem. Esperem até ouvirem a versão real". Uma prévia do tema foi interpretada no programa Saturday Night Live em 3 de outubro de 2009, juntamente com "Poker Face" e "LoveGame". A edição final da faixa estreou durante o espetáculo do estilista Alexander McQueen na semana de moda Paris Fashion Week. Em 15 de outubro de 2009, foi revelada a capa da faixa, que mostra a artista com um vestido vermelho e sua face coberta pelo mesmo. Bill Lamb, da página About.com, elogiou a foto, afirmando que "Gaga está mantendo sua fórmula de gerar imagens poderosas para acompanhar suas canções e apresentações ao vivo". Foi distribuída digitalmente em 23 do mesmo mês na loja virtual iTunes Store através da Interscope Records, sendo enviada para rádios mainstream e rhythmic estadunidenses em 10 de novembro, servindo como o primeiro single do material. Além de ter recebido diversos remixes a partir de seu produto original, o número também recebeu lançamento físico através dos formatos de CD single e vinil. Mais tarde, em entrevista para a rádio Capital FM, Gaga selecionou "Bad Romance" como a sua favorita, explicando: "'Bad Romance' tem um lugar especial no meu coração, porque significou muito para os Little Monters — como são chamados seus fãs — quando foi lançada".

## Composição
"Bad Romance" é uma canção electropop, com influências do techno e do new wave, e possui uma duração de quatro minutos e cinquenta e quatro segundos (4:54). Foi gravada pelo também produtor da faixa RedOne nos estúdios Record Plant Studios, em Los Angeles, Califórnia, e FC Walvisch, em Amsterdã, Países Baixos. Ele também tratou da edição vocal, da engenharia de áudio, forneceu vocais de apoio e instrumentação, e responsabilizou-se pela programação da faixa. Além de ser a vocalista principal, Gaga também co-produziu a obra, concedeu vocais de apoio e ficou a cargo dos arranjos vocais. Johny Severin também ficou responsável pela edição vocal. Dave Russell e Eelco Bakker trataram da engenharia, enquanto Mark "Spike" Stent foi o responsável pela mixagem. Gene Grimaldi fez a masterização do número nos Oasis Mastering, em Burbank, Califórnia. Gil Kaufman, da MTV News, encontrou semelhanças entre os ritmos de "Bad Romance" e "Poker Face". Sal Cinquemani, da Slant Magazine, notou influências dos anos 80 que ressonam em toda a faixa: "Se melodias pudessem ser máquinas do tempo, elas iriam marcar os anos 80". Daniel Brockman, do The Phoenix, além de ter identificado as declarações de libertação "de uma outra [pessoa] significante", observou que "qualidades similares às de Depeche Mode e Madonna permeiam a música". Para o jornalista Scott Plagenhoef, da Pitchfork Media, Gaga foi "capaz de transformar sua personalidade para refletir várias artistas femininas de veias semelhantes, lembrando diversas vezes cantoras como Britney Spears, Madonna e Amy Winehouse". Simon Price, do The Independent, ouviu características de Boney M no refrão, e declarou que a primeira linha da obra, "Eu quero a sua feiura, eu quero a sua doença", estabilizou o tom sombrio de The Fame Monster.
A letra foi escrita por Gaga e RedOne. De acordo com a partitura musical publicada na página Musicnotes.com pela Sony/ATV Music Publishing, "Bad Romance" é definida na assinatura de tempo comum com um ritmo de 119 batidas por minuto. É composta na chave de lá menor, com os vocais da cantora abrangendo-se entre a baixa nota de mi3 até a alta nota de dó5. A canção possui uma progressão de acordes que é formada por lá menor, dó, fá e sol em seus versos, enquanto a progressão em seu refrão é constituída por fá, sol, lá menor, dó e mi. Inicia-se com Gaga cantando uma porção do refrão, fazendo uma transição para o gancho "Rah-rah-ah-ah-ah, Roma-roma-ma, Gaga-ooh-la-la". É seguido pelo som de batidas de bateria e teclado. Após a primeira estrofe, é ouvido o pré-refrão, no qual a intérprete canta "Sabe que quero você, e sabe que preciso de você / Eu quero seu romance, seu romance ruim". Segue-se o forte refrão, onde ela canta "Quero seu amor e sua vingança / Eu e você podemos escrever um romance ruim ... Presa num romance ruim". Liricamente, a faixa aborda aspectos de um relacionamento ruim, além de referenciar a moda na linha "Ande, ande, é moda, baby / Arrase, deixe a vadia louca" e conter um verso em francês. Em uma entrevista, a artista apontou que ao escrever o verso "Quero sua psicose, seu talento para a vertigem / Quero você no meu banco traseiro, baby, você é doentio", ela estava listando filmes de Alfred Hitchcock, comentando: "O que eu estou tentando dizer é que eu quero as suas partes mais profundas, obscuras e doentias, e você fica com medo de compartilhar com alguém porque eu lhe amo muito".

## Crítica profissional
| Críticas profissionais | Críticas profissionais |
| Avaliações da crítica  | Avaliações da crítica  |
| Fonte                  | Avaliação              |
| ---------------------- | ---------------------- |
| About.com              | [ 9 ]                  |
| Billboard              | (favorável)            |
| Digital Spy            | [ 30 ]                 |

Ao analisar a canção em 2011, a revista Rolling Stone selecionou-a como a melhor da discografia de Gaga. Citando a "essência de Gaga", a publicação prezou o "incansável" e cativante refrão, bem como sua batida "golpeante", e refletiu que a faixa era "grande, alegre e melancólica". Ao passo em que elogiou sua transição drástica em um "bombástico esquema pulsante durante o refrão", Gil Kaufman, da MTV News, sentiu que a cativação instantânea que era aparente em seus singles anteriores estava ausente na obra. Kitty Empire, do The Guardian, argumentou que casos como esse estabilizaram Gaga como uma figura comparável a Madonna. Referindo-se à popularidade emergente de Gaga, Jon Dolan, também da Rolling Stone, notou que "Bad Romance" faz com que o nome da cantora seja um "canto teutônico". Ao escrever sobre a divulgação ilegal da faixa, Daniel Kreps, colunista da revista supracitada, sentiu que a canção era comparável a "Poker Face" e não era boa em relação aos seus singles anteriores. Christopher John Farley, do The Wall Street Journal, elogiou a cativação do gancho, enquanto Michael Hubbard, da musicOMH, opinou que o refrão da música era o melhor da artista até então. Além de ter a incluído na 39ª posição entre as 100 melhores de 2009, a Pitchfork Media descreveu-a como "épica em sua construção", e Edna Gundersen, do USA Today, comentou que era um "feroz tema de boates" que possuía um "sórdido ponto fraco".
Ao analisar The Fame Monster, Ben Norman, do portal About.com, confidenciou que, pessoalmente, não gostou da canção. O resenhador achou a percussão "muito pesada" e a melodia "livre e principalmente eficaz", e concluiu: "Eu acho sua entrega vocal muito boa, contudo, há pedaços na faixa que torna-a um pouco resgatável". Bill Lamb, da página supracitada, concedeu uma classificação de quatro estrelas e meia de cinco atribuíveis, e disse que "'Bad Romance' pode não ser instantaneamente envolvente como 'Poker Face' e 'LoveGame', mas canções sobre o lado desagradável e feio da vida não valorizam-se tão rapidamente", concluindo: "Entretanto, visto na luz dos monstros do amor que está tentando perseguir, 'Bad Romance' se torna um exercício poderosamente catártico". Um escritor da página Popjustice definiu "Bad Romance" como "'Poker Face' reinventada". Nicki Escudero, do Phoenix New Times, avaliou que, na canção, "seus vocais são um dos mais ásperos que alguma vez houve". Ao avaliar o EP, Ben Patashink, da NME, escreveu que "'Bad Romance' seria detestável se não tivesse um refrão maravilhosamente grande que supera a indústria de um milhão de caras raivosos com guitarras". Josh Modell, da publicação Spin, definiu o tema como "inegável". Neil McCormick, do jornal britânico The Daily Telegraph, disse que "ela ataca com seu novo single, 'Bad Romance', com um gancho de auto-referência ('Gaga-oh-la-la') e frases de efeito tipicamente transgressivas". Ao resenhar sobre The Fame Monster, Stephen Thomas Erlewine, do portal Allmusic, selecionou a canção como um dos destaques do projeto e descreveu seus sintetizadores como "de aço [e] pesados".
Monica Herrera, da Billboard, analisou que embora não seja tão pegajosa como às canções anteriores de Gaga, "Bad Romance" possui um "travesso" apelo sexual. Nick Levine, do Digital Spy, concedeu o total de cinco estrelas atribuíveis para à obra, e disse: "Poderíamos chamar atenção ao refrão monstruoso, a performance vocal fabulosamente enlouquecida ou o fato de que RedOne ainda salva suas melhores e mais bombásticas produções para ela, mas é suficiente dizer que Gaga inicia a faixa cantando 'Rah-rah-ah-ah-ah, Roma-roma-ma, Gaga-ooh-la-la'". A Boston Public Health Commission incluiu-a no décimo posto entre as dez melhores canções com ingredientes de relações não saudáveis. Paul Lester, da BBC, descreveu "Bad Romance" como uma canção com "delirantes e cremosos sintetizadores, e a agora típica Gaga com grandes batidas e uma letra controversa". Jon Blistein, da L Magazine, escreveu sobre a organização do tema. Ele sentiu que o número foi "[revelado] no pesadelo que tenta criar com referências à Hitchcock e vocais sombrios", mas notou uma falta de coesão, avaliando que era uma junção de "canções de Cher, versos acentuados de uma imitação europeia, um refrão poderoso e uma ponte falada agradável". Além disso, foi posicionada pela Rolling Stone na nona colocação entre as 25 melhores canções de 2009 e na 482.ª entre as 500 melhores músicas de todos os tempos. "Bad Romance" conquistou o prêmio de Melhor Performance Feminina Pop durante os Grammy Awards de 2011.

## Vídeo musical

### Desenvolvimento e lançamento
Durante uma entrevista com a Rolling Stone, a artista confirmou que o diretor cinematográfico Francis Lawrence havia dirigido o vídeo musical de "Bad Romance", e afirmou que impressionou-se com a versão final. Ela explicou: "Eu sabia que a habilidade [de Lawrence] como diretor era muito maior do que eu poderia [fazer]". Sua equipe criativa Haus of Gaga gerenciou a direção artística. Sobre a sua experiência em trabalhar com Lawrence, Gaga descreveu da seguinte forma:
| “ | Eu queria alguém com uma grande compreensão de como fazer um vídeo pop, pois o meu maior desafio de trabalhar com diretores é que eu sou a diretora, escrevo a história, fico com os figurinos e decido sobre o que [o vídeo] falará, e é muito difícil encontrar diretores que cedam a qualquer sugestão do artista. (...) Mas Francis e eu trabalhamos juntos. (...) Foi colaborativo. Ele é realmente um diretor de vídeos pop e de filmes. Ele fez I Am Legend, e eu sou uma grande fã de Will Smith, então sabia que ele poderia executar o vídeo de forma que eu poderia lhe dar todas as minhas ideias mais esquisitas e psicóticas (...) Mas isso seria relevante para o público. | ” |

O conceito do vídeo foi resultado de uma colaboração entre Gaga e Lawrence. Originalmente, seria filmado em Nova Iorque, com locais e objetos mais elaborados, incluindo outdoors. Entretanto, a ideia foi descartada por razões orçamentais: o orçamento para o vídeo era baixo, e não havia marketing indireto. Devido à agenda da cantora, o vídeo foi filmado em Los Angeles ao longo de um período de dois dias. O diretor descreveu a ética de trabalho e a criatividade de Gaga durante as filmagens: "Ela ama a forma artística dos vídeos musicais, é uma verdadeira parceira criativa, tem ideias boas e gostos legais e únicos. Ela tem uma ótima equipe trabalhando com ela, ajudando a formar as coisas realmente legais que ela veste. Ela trabalha duro, chega pontualmente e é bastante espontânea (...) foi bom (...) se ela tivesse uma nova música e quisesse fazer algo, eu faria em um segundo. Foi muito divertido trabalhar com ela".
Gaga criou um par de óculos de sol laminados — o qual ela acreditou retratar um espírito feminino agressivo — para usar no vídeo, explicando: "Eu queria criar um par de alguma coisa para aquelas vadias e algumas das minhas namoradas (...) elas costumavam deixar as lâminas de barbear no lado de suas bocas (...) O espírito feminino agressivo é algo que eu queria projetar. Significou 'esse é o meu escudo, essa é a minha arma, esse é o meu sentimento interior sobre a fama, esse é o meu monstro'". Ela também disse que o trabalho mostraria "como a indústria do entretenimento pode, de uma forma metamórfica, simular trafico humano — produtos sendo vendidos, a mulher sendo percebida como uma mercadoria". As roupas de látex branco no vídeo foram inspiradas pelas roupas de lobo do filme Where the Wild Things Are (2009). Gaga também usou sapatos com salto-altos de doze polegadas (300 milímetros) elaborados por Alexander McQueen e os famosos sapatos "Alien". O vídeo estreou em 10 de novembro de 2009 através da página oficial da artista.

### Sinopse

Capturas em ecrã de seis momentos do videoclipe de "Bad Romance".

A principal ideia do vídeo é a de que Gaga é capturada por um grupo de supermodelos que a droga e posteriormente vende-a para a máfia russa no valor de um milhão de rublos. Ocorre em uma casa de banho branca fluorescente. A trama inicia-se com ela sentada em um trono branco dentro de um local branco e iluminado. A cena caracteriza-a usando os óculos laminados, cercada de diversas pessoas e um dogue alemão arlequim. Ela mantém seu dedo no botão de mudo de um autofalante para iPod e, ao soltá-lo, "Bad Romance" começa a tocar e uma casa de banho mal iluminada é mostrada. Uma luz brilhante é iluminada nas paredes, ativando uma iluminação florescente, que brilha através de um letreio onde está escrito "Bath Haus of GaGa". Ao passo em que começa o primeiro gancho da música, um grupo de dançarinas vestindo collants brancos de mangas compridas com botas na altura do joelho e coroas da mesma cor rastejam para fora de caixões brancos. O caixão central possui a palavra "Mons†er", e a artista sai dele vestindo um figurino semelhante ao das dançarinas, que começam a dançar atrás dela. São intercaladas cenas em que ela canta para si mesma na frente de um espelho e ainda deitada em uma banheira.
Quando o refrão da canção é ouvido, duas mulheres puxam Gaga da banheira, tiram sua roupa e forçam-na a tomar um copo de vodca. Conforme a segunda estrofe se inicia, ela, vestida com um figurino coberto por diamantes e completada com uma coroa, dança de forma sedutora para um grupo de homens que querem comprá-la. Ela vai até um deles, interpretado pelo modelo esloveno Jurij Bradač, e executa uma dança para ele. Em seguida, ele aumenta a sua oferta e se torna seu maior licitante. Quando o refrão é tocado pela terceira vez, Gaga é vista usando uma jaqueta de pele de urso polar falsa e um óculos de sol. Ela caminha até o homem, que está sentado em uma cama e desabotoa sua camisa enquanto toma um copo de vodca. A artista expressa uma face de indiferença e tira sua jaqueta e seu óculos de sol. Subitamente, a cama entra em combustão espontaneamente com o homem ainda sentado nela, e Gaga canta de forma sinistra na frente das chamas. O vídeo termina com ela deitada ao lado de um esqueleto fumegante, em cima da cama destruída e coberta de cinzas. Com fuligem coberta em seu corpo, ela fuma um cigarro calmamente enquanto seu sutiã pirotécnico está ativo.

### Recepção
"Foi esse o preço que Gaga teve que pagar para a fama que tanto desejava? Será que ela sente que teve de se prostituir de alguma forma? Os temas foram completamente baseados em sexo, decadência e corrupção; álcool e até mesmo cigarros, os maiores 'não' da sociedade do 21º século, estiveram presentes, e assim por implicação (...) drogas".

—A autora Emily Herbert comparando o tema fundamental do vídeo e o tema de The Fame Monster em seu livro Lady Gaga: Behind the Fame.
Após o seu lançamento, o vídeo recebeu análises geralmente positivas dos críticos musicais. Tim Stack, da Entertainment Weekly, definiu-o como "incrível" e adicionou: "Eu não que Gaga pareça ainda mais nas [suas] aproximações, onde ela está mais despojada". Jennifer Cady, do E!, também impressionou-se com o trabalho e comentou: "Esse vídeo musical realmente nos faz apreciar tudo que Gaga traz atualmente à música pop. Ela é emocionante de se ver, [além de] pura e simples. (...) Nós precisamos de alguém como Gaga para trazer realmente o pop. Para colocar o seu pensamento real e seu cuidado em seu produto, pois [assim] ele parecerá vivo". Issie Lapowsky, do jornal New York Daily News, achou que a cantora lançou as "teatralidades de forma grosseira" no vídeo, mas elogiou-a pelo seu mínimo uso de maquiagem, descrevendo tal ação como "refrescantemente normal". Todd Martens, do Los Angeles Times, disse que o vídeo trouxe de volta sua crença na arte da performance, e que "Gaga traz [drama] suficiente por conta própria, muito obrigado". Ele também achou que o local de filmagem da produção era "digno de um longa-metragem". Daniel Kreps, da Rolling Stone, sentiu que as cenas do vídeo musical eram reminiscentes aos trabalhos do diretor Stanley Kubrick, e adicionou que nele, a intérprete retrata "suas ideias mais loucas" até então. James Montgomery, da MTV News, acreditou que o vídeo era simbólico e retratou como "a velha Gaga não existe mais, aqui está a nova Gaga: aquela que parece ter prazer em ultrapassar os limites e explorar todos os significados de tendências sexuais". Ele elaborou que o vídeo era uma declaração ao brilhantismo da artista "como uma artista que usa a forma de arte dos vídeos como o salto para a próxima etapa de sua carreira".
Em 2011, Claire Suddath, da revista Time, escreveu que embora os vídeos posteriores da cantora fossem mais elaborados, o vídeo musical de "Bad Romance" era o seu melhor. Em seu livro Lady Gaga: Behind the Fame, a autora Emily Herbert fez comparações entre o tema fundamental do trabalho e o tema de The Fame Monster — a relação com a fama. O periódico The Wall Street Journal notou Gaga como uma das "poucas estrelas pop da atualidade que realmente entendem de espetáculo, moda, choque, coreografia — todas as coisas em que Madonna e Michael Jackson eram mestres nos anos 80". Em 15 de abril de 2010, o vídeo tornou-se o mais visto da história do portal YouTube, acumulando 178 milhões de visualizações. Entretanto, dois meses depois, passou a ocupar o segundo posto entre os mais vistos, perdendo o primeiro lugar para "Baby", de Justin Bieber. Em 2011, leitores da Billboard selecionaram o vídeo como o melhor dos anos 2000. A Time também incluiu-o na lista dos melhores vídeos musicais lançados desde os anos 80. Mais tarde, durante os MTV Video Music Awards de 2010, a produção foi indicada em 10 categorias, nomeadamente Melhor Vídeo Feminino, Melhor Vídeo Pop, Melhor Vídeo de Dance, Melhor Coreografia, Melhor Direção, Melhor Edição, Vídeo do Ano, Melhor Direção de Arte, Melhor Cinematografia e Melhores Efeitos Visuais, empatando o recorde de "Sledgehammer", de Peter Gabriel, com o maior número de indicações por um único vídeo na história da premiação. A gravação acabou vencendo as sete primeiras. Adicionalmente, conquistou o prêmio de Melhor Vídeo Musical durante a 53.ª cerimônia dos Grammy Awards.

#### Comparações com Thriller
O vídeo musical de "Bad Romance" e sua coreografia foram comparados com o vídeo de "Thriller", do cantor Michael Jackson, devido ao fato de ambos apresentarem movimentos de dança robóticos e temas mórbidos. Tim Stack, da Entertainment Weekly, comparou parte da coreografia do vídeo da canção com a coreografia contida na gravação audiovisual de "Thriller". Issie Lapowsky, do New York Daily News, comparou as caixas no vídeo com caixões, descreveu a dança como "parecida com zumbis" e adicionou: "Gaga [roubou] uma página do vídeo de 'Thriller', de Michael Jackson'". Todd Martens, do Los Angeles Times, disse que a produção apresentou alguns "movimentos de dança [parecidos com o] tique de 'Thriller'", enquanto Christopher John Farley, do The Wall Street Journal, comparou a arte chocante de "Bad Romance" com a arte chocante de Michael Jackson nos anos 80. Evan Sawdey, da PopMatters, também comparou o vídeo com "Thriller", mas não tinha certeza se a artista estava deliberadamente prestando uma homenagem a ele, ou sera "apenas outra desculpa de Gaga para vestir as roupas mais esquisitas já designadas pela humanidade".

## Apresentações ao vivo

Gaga e seus dançarinos durante a apresentação de "Bad Romance" na turnê The Monster Ball Tour (2009-11).

Uma porção de "Bad Romance" foi apresentada durante o programa Saturday Night Live em 3 de outubro de 2009. Gaga vestiu um figurino complexo chamado "The Orb", designado por Nasir Mazhar e sua equipe criativa Haus of Gaga. Descrito por ela como uma "instalação de moda", foi constituído de anéis metálicos concêntricos que giravam ao seu redor. Depois de terminar sua performance de "LoveGame", a cantora sentou em seu piano e tocou uma versão acústica de "Bad Romance". Ela interpretou-a durante o episódio "The Last Days of Disco Stick", da série Gossip Girl. A performance ocorreu em um concerto privado organizado por Blair Waldorf, uma das personagens da série. Em uma entrevista com a MTV, Gaga explicou que a sua decisão de cantar no programa foi inspirada por sua irmã. Ela declarou que não queria que a apresentação se desviasse do enredo da série, e trabalhou com os roteiristas para incorporá-la na sinopse. O espetáculo incluiu muitas escada, simbolizando má sorte, e apresentou a artista vestindo um longo vestido de 11 metros. De acordo com a produtora executiva do programa Stephanie Savage, o show incorporou algumas letras específicas de Gossip Girl. Iniciou-se com Gaga saindo de duas portas gigantes, vestindo um longo vestido vermelho. Ela subiu em uma escada, de onde cantou partes da faixa, e seus dançarinos dançavam ao redor da escada enquanto ela continuava cantando.

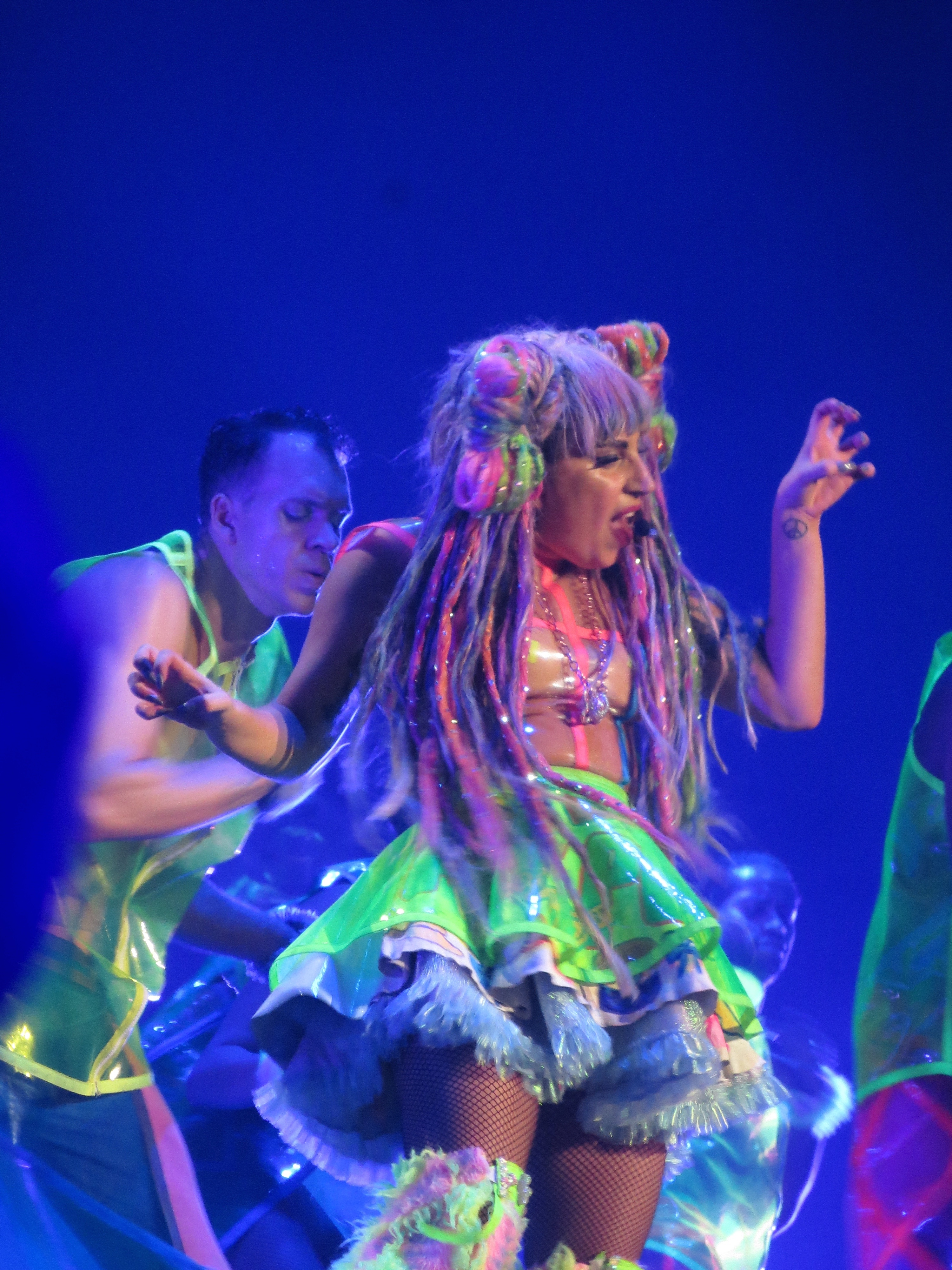
Gaga apresentando "Bad Romance" na Artrave: The Artpop Ball (2014) acompanhada por seus dançarinos, executando a coreografia do vídeo musical.

"Bad Romance" também foi interpretada nos American Music Awards de 2009, onde ela apresentou-a juntamente a "Speechless", de The Fame Monster. Gaga vestiu uma roupa de cor da pele envolvida por debrum branco e incorporada com luzes que piscavam, imitando costelas e uma espinha. A performance começou com "Bad Romance", na qual ela dançou ao redor do palco e abriu uma porta de vidro com o pedestal do microfone. Foi apresentada no programa The Jay Leno Show, onde a intérprete usou um par de óculos laminados e um casaco preto com ombreiras que estendiam-se sobre sua cabeça. Seus dançarinos de apoio estavam vestidos em ternos pretos e chapéus inspirados pelo sadomasoquismo. "Bad Romance" e "Speechless" foram cantadas no The Ellen DeGeneres Show em 25 de novembro de 2009. Gaga apresentou a primeira no concurso de talentos britânico The X Factor em 6 de dezembro seguinte. A performance apresentou-a cantando dentro de uma banheira de quatro metros de largura e ainda tocando um piano enquanto estava sentada em um vaso sanitário. A faixa foi incluída como a última obra do repertório da turnê The Monster Ball Tour (2009-11). Vestindo um vestido branco poderoso inspirado pelos anos 80 com ombreiras exageradamente altas e calças de cintura alta, Gaga interpretou a música enquanto estava em um giroscópio de tamanho humano. Em 15 de janeiro de 2010, ela incluiu-a em uma mistura de três canções durante o The Oprah Winfrey Show. Ela vestiu uma jaqueta metálica e tinha pontas em seu cabelo, e carregou uma bota cravada que estava pendurada em uma corrente que segurava em sua mão. O número também foi apresentado no programa Today da National Broadcasting Company (NBC), juntamente com "Alejandro", "Teeth" e seu então futuro single "You and I". Em maio de 2011, Gaga apresentou a canção durante o Radio 1's Big Weekend, em Carlisle, Cumbria.

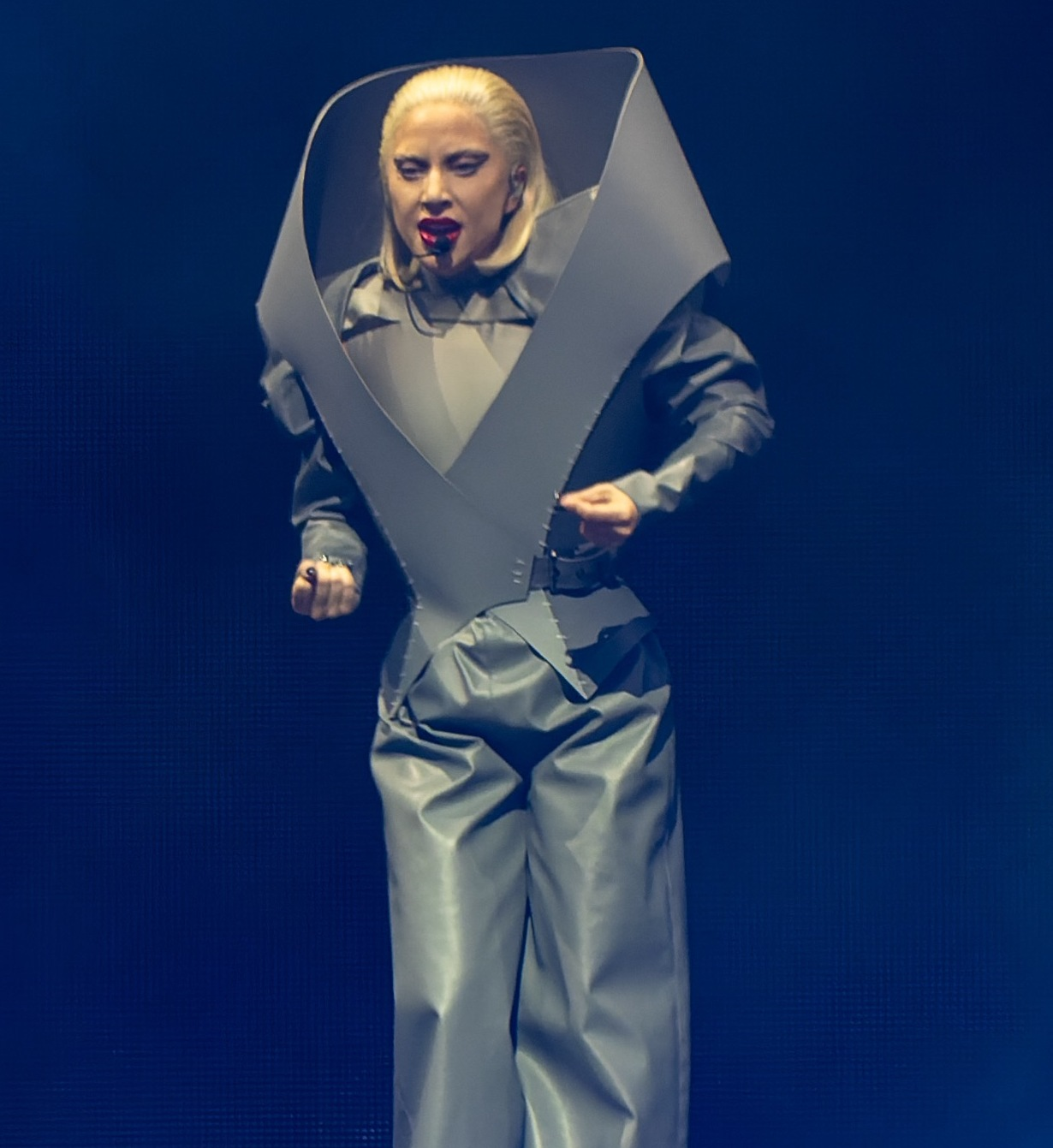
A artista interpretando "Bad Romance" como número de abertura da The Chromatica Ball (2022), uma escolha que Nick Lavine, da NME, considerou "ousada".

Gaga interpretou "Bad Romance" como parte da série de concertos de verão do programa Good Morning America. Foi a canção inicial do show. Ela entrou no palco voando em um arnês e estendendo suas mãos ao público, enquanto subia no centro do palco. Conforme a faixa iniciava-se, seus dançarinos removiam a capa branca que ela estava usando para revelá-la em meias arrastão vermelhas com peças de feltro de cor preta, um collant vermelho e botas de renda preta. A música foi adicionada ao repertório da turnê Born This Way Ball (2012-13). Foi apresentada após um interlúdio de Mother G.O.A.T. A performance apresentou a coreografia do vídeo musical, com Gaga vestindo um figurino branco designado pela Haus of Gaga. Durante a etapa europeia da excursão, ela iniciou a apresentação em um recipiente de forma oval, reminiscente ao de onde ela saiu durante os Grammy Awards de 2011. Na sua digressão seguinte, ArtRave: The Artpop Ball (2014), Gaga executou a coreografia do vídeo da canção em um figurino neon inspirado por animes. A composição também foi incluída no show de Gaga na edição de 2014 do festival South by Southwest, sendo interpretada em uma versão country.
A cantora encerrou sua performance no show do intervalo do Super Bowl LI com "Bad Romance", usando um figurino prata de lantejoulas da Versace com uma jaqueta inspirada por equipamentos de futebol americano e bermudas. A obra foi executada juntamente com "Poker Face" nos dois finais de semana que Gaga serviu como headliner do Coachella Valley Music and Arts Festival de 2017. Na Joanne World Tour (2017), a intérprete apresentou a faixa vestindo uma jaqueta branca similar a um origami e um bodysuit encrustado de cristais, usando uma máscara branca com plumas da mesma cor e sapatos Giuseppe Zanotti, também brancos. Na performance, o palco se elevou e dividiu-se em três. Uma versão acústica ao piano de "Bad Romance" foi cantada por Gaga no Festival Internacional de Cinema de Toronto de 2017, antes da estreia de seu documentário Gaga: Five Foot Two. Ela foi ovacionada de pé pelos presentes. A artista interpretou "Bad Romance" durante a Lady Gaga Enigma + Jazz & Piano (2018–2020), sua série de concertos residenciais em Las Vegas, que foi dividido em dois shows. Em Enigma, ela se apresentou em uma roupa dourada em tons de champanhe, e em Jazz & Piano, ela realizou uma versão simplificada da obra. Foi executada como número de abertura da The Chromatica Ball, a turnê de estádios da cantora em 2022, onde ela se apresentou usando uma vestimenta de couro do tipo sarcófago. Nick Levine, da NME, opinou que abrir o show com "Bad Romance", e seus sucessos anteriores — "Poker Face" e "Just Dance" — mostrava que Gaga tinha "coragem" e a escolha foi "inteligente e ousada".

## Regravações
Em 14 de março de 2010, Marco Hietala, da banda finlandesa Nightwish, regravou a canção durante o programa de canto finlandês Kuorosota. Hayley Williams, vocalista da banda Paramore, regravou-a em um piano e divulgou sua versão em sua conta no Twitter em 28 de março de 2010. Em 29 de março do mesmo ano, a banda 30 Seconds to Mars fez a sua própria versão durante o Live Lounge, da BBC Radio 1. A regravação foi posteriormente incluída como faixa bônus da edição deluxe do disco do grupo This Is War (2009), e alcançou a 11ª posição da UK Rock Singles Chart. O elenco da série musical televisiva Glee interpretou-a durante o episódio "Theatricality", como um número grupal no qual os atores vestiram figurinos de Gaga. Quando Rachel Berry, integrante do grupo da série New Directions descobre que o grupo rival Vocal Adrenaline está planejando cantar um número da artista na Regionals, o personagem Will Schuester (Matthew Morrison) organiza o grupo para homenagear Gaga. As jovens e Kurt Hummel (Chris Colfer) então criam roupas inspiradas pela cantora e cantam "Bad Romance". A versão da série obteve 48 mil unidades digitais vendidas em sua primeira semana, de acordo com a Nielsen SoundScan, e registrou entrada na 54ª colocação da Billboard Hot 100.
A cantora Lissie divulgou uma regravação de "Bad Romance" no YouTube. Sua versão recebeu análises positivas do diretor de cinema David Lynch e o escritor David Malitz, do The Washington Post, que incluiu-a na lista de reprodução semanal do periódico, "Click Track - Singles Files". A Grandmono Orchestra também regravou o número, com a cantora holandesa Caro Emerald, em 1º de junho de 2011. A regravação foi incluída como faixa bônus do álbum de estreia de Emerald, Deleted Scenes from the Cutting Room Floor. A cantora Lulu e o ator Cuba Gooding, Jr. interpretaram uma versão da música como um dueto no programa britânico Chris Moyles' Quiz Night em 5 de agosto de 2011, transmitido pelo Channel 4. Os grupos fictícios Alvin and the Chipmunks e The Chipettes fizeram uma regravação de "Bad Romance" com mudanças nas letras durante o filme Alvin and the Chipmunks 3: Chipwrecked (2011), a qual foi incluída na trilha sonora correspondente.
O elenco da série Selfie também fez uma interpretação da canção no episódio piloto. Na 46ª edição dos Songwriters Hall of Fame, a cantora e compositora Linda Perry reinterpretou "Bad Romance" em uma versão lenta, antes de Tony Bennett entregar o prêmio de Contemporary Icon Award para Gaga. Em 2015, a atriz Meryl Streep cantou-a no filme Ricki and the Flash. O tema foi ligeiramente tocado ao violino por Geoffrey Rush, interpretando Albert Einstein em um comercial para a série antológica do National Geographic Channel Genius. O anúncio foi ao ar durante o Super Bowl LI, imediatamente após a performance de Gaga no show do intervalo. A cantora brasileira Luiza Possi cantou a obra em maio de 2017 durante o quadro Show dos Famosos, do dominical Domingão do Faustão. Sua performance foi bastante elogiada pelos jurados, recebendo a primeira nota dez da competição. Ela veio a interpretá-la em um show em tributo a Michael Jackson, realizado no dia 8 de julho de 2017 na Casa Natura Musical em São Paulo. Foi incluída no bis da apresentação, juntamente com "Like a Prayer", de Madonna.

## Faixas e formatos
A versão digital de "Bad Romance" contém apenas uma faixa com duração de quatro minutos e cinquenta e quatro segundos. Foram ainda lançados dois extended plays (EP), um digital e outro físico, que apresentaram remixes feitos a partir do produto original. Na Europa, mais precisamente na França e no Reino Unido, a música também foi comercializada no formato de CD single e vinil.
| Download digital |               |         |  |
| N.º              | Título        | Duração |  |
| 1.               | "Bad Romance" | 4:54    |  |

| EP digital |                                              |         |  |
| N.º        | Título                                       | Duração |  |
| 1.         | "Bad Romance"                                | 4:54    |  |
| 2.         | "Bad Romance" (Hercules & Love Affair Remix) | 5:11    |  |
| 3.         | "Bad Romance" (Chew Fu Remix)                | 7:13    |  |
| 4.         | "Bad Romance" (Starsmith Remix)              | 4:55    |  |
| 5.         | "Bad Romance" (vídeo musical)                | 5:14    |  |

| CD single alemão |                                 |         |  |
| N.º              | Título                          | Duração |  |
| 1.               | "Bad Romance" (versão de rádio) | 4:24    |  |
| 2.               | "Bad Romance" (versão do álbum) | 4:54    |  |

| CD single francês |                                         |         |  |
| N.º               | Título                                  | Duração |  |
| 1.                | "Bad Romance" (versão de rádio)         | 4:24    |  |
| 2.                | "Bad Romance" (Bimbo Jones Radio Remix) | 3:58    |  |
| 3.                | "Bad Romance" (Chew Fu Remix)           | 7:13    |  |

| Vinil |                                 |         |  |
| N.º   | Título                          | Duração |  |
| 1.    | "Bad Romance"                   | 4:24    |  |
| 2.    | "Paparazzi" (DJ Dan Club Remix) | 6:37    |  |

| EP digital de remixes |                                         |         |  |
| N.º                   | Título                                  | Duração |  |
| 1.                    | "Bad Romance" (Chew Fu H1N1 Fix)        | 7:13    |  |
| 2.                    | "Bad Romance" (Kaskade Remix)           | 4:20    |  |
| 3.                    | "Bad Romance" (Bimbo Jones Radio Remix) | 3:58    |  |
| 4.                    | "Bad Romance" (Skrillex Remix)          | 4:23    |  |

| EP digital de remixes - parte 2 |                                                  |         |  |
| N.º                             | Título                                           | Duração |  |
| 1.                              | "Bad Romance" (Grum Remix)                       | 4:50    |  |
| 2.                              | "Bad Romance" (Richard Vission Remix)            | 5:22    |  |
| 3.                              | "Bad Romance" (Hercules & Love Affair Remix)     | 5:12    |  |
| 4.                              | "Bad Romance" (Hercules & Love Affair Dub Remix) | 5:12    |  |
| 5.                              | "Bad Romance" (DJ Dan Remix)                     | 3:44    |  |

| CD single "The DJ Remixes" |                                              |         |  |
| N.º                        | Título                                       | Duração |  |
| 1.                         | "Bad Romance" (Chew Fu H1N1 Fix)             | 7:13    |  |
| 2.                         | "Bad Romance" (Kaskade Remix)                | 4:20    |  |
| 3.                         | "Bad Romance" (Bimbo Jones Radio Remix)      | 3:58    |  |
| 4.                         | "Bad Romance" (Skrillex Remix)               | 4:23    |  |
| 5.                         | "Bad Romance" (Grum Remix)                   | 4:50    |  |
| 6.                         | "Bad Romance" (Richard Vission Remix)        | 5:22    |  |
| 7.                         | "Bad Romance" (Hercules & Love Affair Remix) | 5:12    |  |

## Créditos
Todo o processo de elaboração de "Bad Romance" atribui os seguintes créditos:
Gravação e publicação
- Gravada em julho de 2009 nos Record Plant Studios (Los Angeles, Califórnia) e FC Walvisch (Amsterdã)
- Masterizada nos Oasis Mastering (Burbank, Califórnia)
- Publicada pelas empresas Sony ATV Songs, LLC, RedOne Productions LLC (BMI), Stefani Germanotta P/K/A Lady Gaga (BMI), House Of Gaga Publishing Inc. e Glojoe Music Inc. (BMI)

Equipe
| - Lady Gaga: vocalista principal, composição, co-produção, arranjos vocais, vocalista de apoio - RedOne: composição, produção, edição vocal, arranjos vocais, edição vocal, vocalista de apoio, engenharia, instrumentação, programação, gravação - Johny Severin: edição vocal | - Dave Russell: engenharia - Eelco Bakker: engenharia - Mark "Spike" Stent: mixagem - Gene Grimaldi: masterização, masterização |

## Desempenho comercial

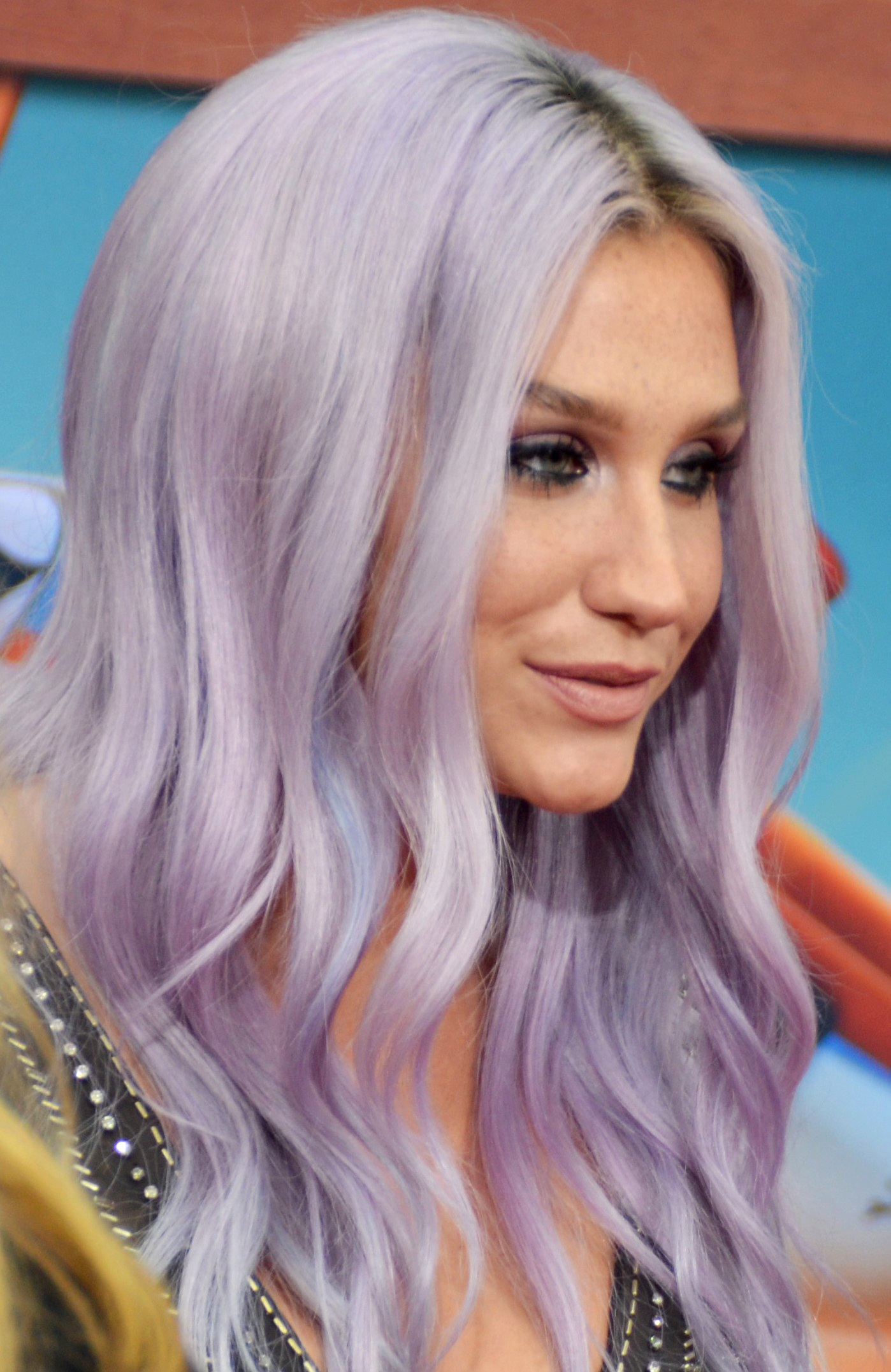
Ao final de 2010, "Bad Romance" comercializou 9,7 milhões de cópias e tornou-se a segunda música mais vendida ao redor do mundo naquele ano, apenas atrás de "Tik Tok", de Kesha (imagem).

Nos Estados Unidos, "Bad Romance" debutou na nona posição da Billboard Hot 100 com 143 mil unidades digitais vendidas, sendo a melhor estreia da artista na tabela até então. Depois de duas semanas, a canção saltou do 11º posto para a vice-liderança, sendo a melhor posição da faixa na tabela. O movimento para a segunda posição foi motivado por um ganho digital de 49%, o que levou-a para o topo da Digital Songs com 209 mil cópias digitais vendidas. "Bad Romance" ficou na segunda colocação do periódico por sete semanas não-consecutivas, sendo barrada do topo por "Empire State of Mind", de Jay-Z e Alicia Keys, e por "Tik Tok", de Kesha, e tornou-se a sexta melhor colocação de Gaga na tabela, atrás de "Just Dance", "Poker Face", "Born This Way", "Shallow", "Rain on Me" e "Die with a Smile". Inicialmente, recebeu uma certificação de platina quádrupla pela Recording Industry Association of America (RIAA), denotando vendas de quatro milhões de unidades. Até maio de 2014, registrou vendas de 5 milhões e 503 mil downloads digitais, segundo a Nielsen SoundScan, fazendo da cantora a segunda artista na história digital a ter três singles — juntamente a "Just Dance" e "Poker Face" — ultrapassando a marca de cinco milhões de unidades. Posteriormente, depois que a RIAA começou a incluir o fluxo de mídia em plataformas como YouTube e Spotify, "Bad Romance" recebeu um certificado de diamante, indicando vendas de 10 milhões de cópias, incluindo vendas digitais, físicas e o fluxo de mídia. Mais tarde, em 2015, recebeu da associação um certificado de onze vezes disco de platina, tornando Gaga a primeira artista feminina a ter um single atingindo este patamar. A obra debutou na 38ª colocação da Pop Songs, e conseguiu atingir à liderança, sendo o quinto número um consecutivo de Gaga no gráfico; na mesma atualização, culminou a Hot Dance Club Songs. De acordo com a Nielsen Broadcast Data Systems, "Bad Romance" deteve o recorde de maior reproduções radiofônicas da história da Pop Songs até então, registrando 10.859 reproduções de 130 estações radiofônicas monitoradas pela tabela. Tal recorde foi posteriormente quebrado por "Tik Tok".
Na Oceania, nomeadamente na Austrália e Nova Zelândia, "Bad Romance" constatou respectivamente nas 16ª e 33ª ocupações de suas paradas musicais. Uma semana depois de sua estreia em território australiano, moveu-se para a terceira posição. Em sua sétima semana no periódico, alcançou a vice-liderança como melhor, atingindo a mesma colocação como seu pico em território neozelandês. Na Austrália, foi certificada como platina quádrupla pela Australian Recording Industry Association (ARIA), devido à distribuição de 280 mil unidades, enquanto que na Nova Zelândia recebeu um certificado de Recording Industry Association of New Zealand (RIANZ), denotando vendas de 15 mil cópias. Na canadense Canadian Hot 100, "Bad Romance" estreou no número 58 durante a semana de 7 de novembro de 2009, saltando para a liderança na semana seguinte. Depois de ser substituída por "Tik Tok" durante duas semanas, a canção retornou ao topo da tabela. Posteriormente, a Music Canada certificou-a como platina sétupla, denotando vendas de 280 mil cópias em território canadense.
Em território britânico, "Bad Romance" estreou na 14ª posição da UK Singles Chart. Em dezembro de 2009, alcançou o cume do periódico, sendo o terceiro número de Gaga no Reino Unido. Ela se tornou a primeira cantora a ter três números um na tabela em um único ano. Duas semanas depois, no início de 2010, a canção retornou para a primeira posição. Mais tarde, recebeu um certificado de platina pela British Phonographic Industry (BPI), denotando vendas de 300 mil unidades na nação. O lançamento de seu single "Applause" em agosto de 2013 rendeu um crescimento nas vendas de "Bad Romance", que ultrapassou a vendagem de um milhão de cópias no Reino Unido, fazendo de Gaga uma das 16 artista a ter um single alcançando tal marca. Até julho de 2022, suas vendas no território foram estimadas em 1 milhão e 700 mil exemplares. Ao redor da Europa, conseguiu atingir o cume das tabelas de países como Alemanha, Áustria, Dinamarca, Espanha, e Irlanda; consequentemente, atingiu o topo da European Hot 100 Singles, sendo a música mais vendida no continente em 2010. De acordo com a Federação Internacional da Indústria Fonográfica, a canção vendeu 9,7 milhões de unidades mundialmente até o final 2010, sendo a segunda mais vendida naquele ano. Atualmente, suas vendas mundiais são avaliadas em 12 milhões de cópias, sendo um dos singles mais vendidos mundialmente.